# Corral de Calatrava
Corral de Calatrava es un municipio español de la provincia de Ciudad Real, en la comunidad autónoma de Castilla-La Mancha, concretamente en la comarca natural del Campo de Calatrava. Lo separan 18 km de la capital. Tiene 148,77 km² con una población de 1135 habitantes (INE 2015) y una densidad de 7,73 hab/km².

## Geografía
Integrado en la comarca de Campo de Calatrava, se sitúa a 22 kilómetros de la capital provincial. El término municipal está atravesado por la carretera nacional N-420 entre los pK 180 y 181, además de por las carreteras CM-4112, que permite la comunicación con Cabezarados y Abenójar, la CM-9414, que conecta con Caracuel de Calatrava, la CR-P-4123, que se dirige a Los Pozuelos de Calatrava, y la CR-P-4124 que conecta con Alcolea de Calatrava. 
El relieve del municipio es predominantemente llano, al ser los valles de los ríos Jabalón y Guadiana los que dominan el territorio. El río Jabalón hace de límite con Ciudad Real y recorre su último tramo antes de desembocar en el Guadiana, el cual entra en el territorio haciendo límite con Alcolea de Calatrava y sigue su curso hacia Los Pozuelos de Calatrava. Por el sur del término municipal se alzan pequeñas sierras haciendo de límite con Villamayor de Calatrava, destacando el cerro Juan López (805 metros), la dierra de Navalonguilla (807 metros), el cerro Navalosaces (829 metros), el cerro Nogales (785 metros) y el cerro en el que se asientan las ruinas del castillo de Caracuel (755 metros). Por el noroeste existe otra zona montañosa (dierra Larga) que alcanza los 831 metros en el pico Guindalejo. Al norte del término municipal se encuentra la laguna de Peñarroya, declarado Monumento Natural por su origen volcánico. Al sur también se encuentra parte de la laguna de Caracuel. La altitud oscila entre los 839 metros en la zona montañosa del noroeste y los 535 metros a orillas del río Guadiana. El pueblo se alza a 593 metros sobre el nivel del mar. 
| Noroeste: Cabezarados y Los Pozuelos de Calatrava | Norte: Los Pozuelos de Calatrava y Alcolea de Calatrava | Noreste: Poblete y Ciudad Real                    |
| Oeste: Cabezarados                                |                                                         | Este: Cañada de Calatrava y Caracuel de Calatrava |
| Suroeste: Cabezarados y Villamayor de Calatrava   | Sur: Villamayor de Calatrava                            | Sureste: Caracuel de Calatrava                    |

## Historia
La villa de Corral de Calatrava fue antigua población romana conocida luego con el nombre de Dar Albacar que el académico manchego don Inocente Hervás y Buendía traduce como cercado o herradero de vacas durante la época árabe.
En cuanto al origen del pueblo de Corral de Calatrava y su nombre hay que remontarse a los siglos XIII y XIV, cuando surgió como puebla de Corral de Caracuel, dentro de la Encomienda de Caracuel, ubicada junto al castillo de Caracuel, situada junto a un corral que servía de herradero de vacas y que dio nombre al lugar.
A finales del siglo XIV, Corral recibió el beneficio de Villa, pero no sería hasta 1822 cuando se produjo la separación de los términos municipales con Caracuel de Calatrava. Esta división favoreció notablemente al pueblo de Corral pues obtuvo la mayor parte de la superficie a repartir, 14 700 hectáreas; le correspondió el castillo de Caracuel, la Encomienda de Herrera y la Corral de Caracuel, ambas con las mejores tierras de los alrededores para pasto y ganado.
Durante los siglos XVII y XVIII se observan en la localidad una enorme desigualdad en la distribución de la tierra y el ganado, que se encontraba en manos de la Orden de Calatrava y la Iglesia y de una minoría de propietarios, asimismo el desarrollo de otras actividades complementarias de servicios o de la industria no fue la alternativa para la mayoría de la población.

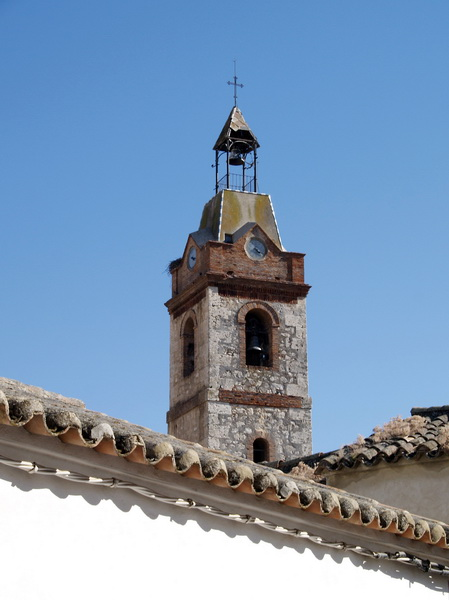
Iglesia de Nuestra Señora de la Anunciación

En el siglo XIX se produjo un hecho histórico que modificó la estructura social de la localidad, la desamortización que supuso la venta en pública subasta de 9596,91 hectáreas, que fueron a recaer en un número pequeño de compradores de Corral de Calatrava, pero también madrileños, menos importantes en número pero no menos importante en la inversión realizada. Esta desamortización provocó una mayor concentración de la tierra que no facilitó la modernización de la agricultura y supuso un grave desequilibrio social entre propietarios y jornaleros, obligados a trabajar bajo durísimas condiciones lo que provocaría después enormes choques sociales.
La llegada del siglo XX no supuso para Corral de Calatrava novedades importantes, pues la estructura socioeconómica siguió siendo similar: eminentemente agrícola, latifundios, alguna industria de transformación del vino, aceite y fábrica de ladrillos La Tejera fundada por el matrimonio formado por José Carazo Herrera (Cabezarados, 1898) y Manuela Cid Carrión (Corral de Calatrava, 1900).
Solo a partir de la década de 1920 se notó un cierto avance en el sector comercial y en la reducción del índice de analfabetismo. La Guerra Civil y la dictadura franquista posterior no mejoraron sensiblemente la estructura socioeconómica de la localidad. Solo en las últimas décadas de la dictadura se deja sentir una mejora en los niveles de alfabetización, del paso de la miseria a una pobreza más soportable y la mejora de los equipamientos e infraestructuras de la localidad.
El efecto más negativo de ese siglo fue sin duda alguna la pérdida notable de población. Desde 1900 y hasta 1999 la localidad perdió 867 habitantes, el 38,86 % de la población, situándose en la actualidad en 1135 habitantes (INE 2015).

## Demografía
Corral de Calatrava cuenta con una población de 1128 habitantes (INE 2024).
| Gráfica de evolución demográfica de Corral de Calatrava entre 1842 y 2021                                                                                   |
| |
| Población de derecho según los censos de población del INE Población de hecho según los censos de población del INEEn este censo se denominaba Corral: 1842 |

## Cultura

### Fiestas
El día 5 de enero, El Grupo Popular de Teatro, conocidos autonómicamente, recrean el pasaje de Los Reyes Magos en Belén, a continuación una cabalgata da regalos a los niños empadronados de la localidad por paradas, haciendo así un recorrido mágico por el pueblo.
El 16 de enero, víspera de San Antón, se reúnen frente a su ermita para hacer una hoguera, en la cual antiguamente los paisanos asaban carnes de matanzas.
El día 23 de enero, víspera del día festivo, la corporación junto con el pregonero dan el pistoletazo de salida e inauguran las fiestas del municipio.
El día 24 de enero tiene lugar el día de la patrona del municipio, Nuestra Señora de la Paz. Se lleva a cabo la procesión con la imagen de la Virgen la cual sale de la Iglesia de nuestra señora de la anunciación, ya que días previos se baja desde su ermita a que da nombre. Hace un breve recorrido por el pueblo acompañada de las autoridades, del cura, del hermano mayor y de los hermanos que deseen asistir, además de las personas que hayan sido nombradas: niño y niña del año, joven del año y corraleño del año, sin olvidar tampoco a todo aquel que quiera formar parte de dicha procesión. Como parte de las fiestas también tiene lugar una verbena, con orquestas y para acabar las noches DJ Lory's un dj local. Aparte, de varios actos que pueden variar con el tiempo.
El Carnaval. En la nueva Villa de Corral un nuevo salón multiusos de la localidad se realiza el pregón. Corral de Calatrava cuenta con una peña bastante destacable: La Peña Mascarada, la cual ha desfilado a lo largo de muchos años en Madrid y toda la provincia de Ciudad Real obteniendo unos resultados bastante buenos como cuatro Arlequines de Oro, ganando premios en numerosas ocasiones debido a su originalidad, diversión, buenas sensaciones entre la gente, ya que transmiten alegría y buen ambiente demostrando que les gusta lo que hacen y que van a participar no a ganar, demostrando la humildad que al pueblo caracteriza. Además, también cuenta con otras peñas, Los Desamparados, Los cansinos y Tu Media Naranja, pero en esta ocasión solo desfilan en el pueblo al tratarse más bien de charangas, comparsas o peñas menos numerosas o simplemente unidas en el pueblo para esta ocasión.
El día 15 de mayo se celebra la festividad de San Isidro. Con motivo de esta festividad tiene lugar la romería paraje del Charcazo del pueblo. Donde en su nueva ermita, está su patrón San Isidro labrador. En el mismo paraje bares locales montas sus barras y a base de buenas tapas y buena bebida pasan el día los corraleños.
Hay familias que por tradición suben a sus mesas bajo las encinas a pasar un buen día.
Esta fecha es importante en los calendarios de numerosos pueblos debido a que San Isidro se celebra en forma de romería en cantidad de sitios aprovechando el buen tiempo de las fechas y dado que es el patrón de los agricultores.
En la primera semana completa de agosto se celebra la Semana Cultural. En 2018 se celebró la edición número 40. Una semana que comienza con la maratón popular y un concierto de Jazz Laurel Jazz. El primer sábado se realiza el famoso ChooRock al cual han asistido grandes grupos como Mago de Oz, Saratoga, El último ke zierre, La vivora lagarta y los grupos locales como Barra Punk, Konmozion zerebral, Lolaimon o El Chico Amperio, exposiciones, mercadillo solidario, ruta cicloturista, senderismo nocturno, día infantil, actuaciones circenses, etc. 
La programación revisada al detalle por el Ayuntamineto de la localidad y el Grupo popular de teatro ofrecen año tras año espectáculos y obras dignas del mejor espectador.
el viernes, día de la solidaridad, la pintura y día del flamenco, Desde por la mañana, los más pequeños disfrutan de una carrera de bicicletas mientras los adultos y artistas de toda la comarca vienen a pintar, cada uno a su estilo las calles y paisajes del municipio.
A media mañana la caldereta Solidaria agrupa a todos los vecinos para comer y premiar a los ganadores del concurso de pintura.
Por la noche el festival de Flamenco hace que todos se arreglen y bajen al auditorio municipal para ver el famoso festival de Flamenco al cual han asistido estrellas como El Cabrero, Miguel Poveda, José Mercé, entre otros, como cantantes locales Mayka Sanz, El Porti o el joven y talentoso ganador de premios Quintín Zamora
El último día, el sábado, se lleva a cabo unos de los actos más famosos, el día de las migas, en el que las peñas, que se disfrazan, entran a concurso por las migas y gachas que cocinan y también por su limoná casera y su originalidad. Tras dar los premios, el pueblo entero es una fiesta, desde el parque municipal pasando por la plaza de la iglesia, hasta terminar en la famosa discoteca de verano El Huevo Cocio.

### Deporte
Instalaciones deportivas
El municipio es uno de los pocos de toda Castilla-La Mancha que dispone de un circuito de velocidad, totalmente homologado y preparado para competiciones de motociclismo: Minimotos, MiniGP, Pitbikes, Supermotard y automovilismo: karts de alquiler para aficionados con todas las medidas de seguridad, karts de competición con 6 velocidades y frenos a las 4 ruedas de profesionales que pueden venir y entrenar para competiciones superiores (Fórmula BMW, Fórmula 3, etc.). 
Estos karts son auténticos vehículos de competición/escuela que permiten tener prestaciones y sensaciones muy parecidas a un Fórmula 1. De estas categorías saldrán pilotos preparados para competiciones superiores (Moto3, Moto2, MotoGP, Fórmula 3, GP3, Fórmula 2, GP2, Fórmula 1, Le Mans que representen a Corral de Calatrava y al resto de la región).
También este circuito está habilitado para competiciones de pintball, concentraciones de tunning, automóviles clásicos, conciertos de música nocturnos, perfeccionamiento de conducción y control del automóvil en situaciones extremas a particulares, todo en un enclave natural perfecto.
La localidad cuenta con un pabellón polideportivo Juan de Dios Román Seco, un campo de fútbol Casimiro Hernández "Cuchillas, de césped artificial, para el equipo local, C.F. Corraleño que viste de azul y blanco.
El C.F. Corraleño ascendió en la temporada 19/20 a PRIMERA DIVISIÓN AUTONÓMICA.